# Bolyai-kráter
A Bolyai-kráter a Holdon található, mely a 19. századi magyar matematikusról, Bolyai Jánosról van elnevezve.

## Története
A Hold felszínét számtalan kisebb-nagyobb kráter szabdalja. A kráterek szabályos alakú bemélyedések a bolygók felszínén, melyek saját névvel rendelkeznek. Az alábbi kráterek magyar nevűek: Békésy, Bólyai, Eötvös, Fényi, Hell, Hédervári, Izsák, Kármán, Neumann, Petzval, Szilárd, Weinek, Zach és Zsigmondy.
A Hold kráterei közül a nagyobbak elérik a 200-300 kilométer átmérőt is. A Hold kráterei közül a régebbiek erősen erodálódtak, más, későbbi becsapódások részlegesen felülírják, betemetik őket, a lávafolyamok elsimítják, az újabbak pedig élesen rajzolódnak ki a környezetükből.
A kevésbé erodálódott krátereken nagyszerűen tanulmányozható a becsapódások fizikája: a kráter falai teraszosan megsüllyednek a keletkező lökéshullám hatására, és jó néhány kráterben központi csúcs keletkezik.
A holdon található Bolyai kráter a Hold egy régi krátere, amely a Hold túlsó oldalának déli féltekén található.
A Bolyai krátertől délkeletre ugyancsak magyar elnevezésű kráter, az Eötvös kráter található.
A Bolyai-kráter oldalfalai az erős lepusztulás hatására már egyáltalán nem látszódnak. Megmaradt aljzata kettős arculatot mutat, északi fele ugyanis bazaltos anyagú.

## A Bólyai kráter adatai
- Átmérő: 50 km
- Szélesség: 36°D
- Hosszúság: 134°K